# Ribeirão Santa Maria
Ribeirão Santa Maria är ett vattendrag i Brasilien.   Det ligger i delstaten Pará, i den centrala delen av landet, 1 000 km norr om huvudstaden Brasília.
Omgivningarna runt Ribeirão Santa Maria är huvudsakligen savann. Runt Ribeirão Santa Maria är det ganska glesbefolkat, med 31 invånare per kvadratkilometer.